# Sturmtrupp-Pfadfinder
Der Bund der Sturmtrupp-Pfadfinder, eine Deutsche Waldritterschaft wurde 1926 als Pfadfinderorganisation in Anlehnung an die International Organization of Good Templars (IOGT) gegründet. Der Bund hatte nie mehr als 500 Mitglieder und war der erste koedukativ arbeitende Pfadfinderbund in Deutschland. Der Name sollte ausdrücken, dass er sich an der Spitze einer Erneuerungsbewegung in der deutschen Jugendbewegung sah. Der Bund zeichnete sich durch ein sehr intensives Bundesleben aus.

## Entstehung der Sturmtrupp-Pfadfinder
Ab 1923 begannen junge Mitglieder innerhalb der alkoholfreien Bewegung des Internationalen Guttemplerordens spontan, freie Pfadfindergruppen zu gründen. Diese Gruppen waren stark vom Wandervogel beeinflusst und hatten engen Kontakt zu den Neupfadfindern, dessen Elemente und Stil sie auch dann noch fortführten, nachdem diese 1925 in der Deutschen Freischar aufgegangenen waren. In den Niederlanden, Schweden, Norwegen und Großbritannien kam es zu ähnlichen Entwicklungen im IOGT, die eine zeitgemäße Erneuerung der Jugendarbeit anstrebten und nach neuen Formen und Möglichkeiten suchten.
1927 bildeten die Stämme Jukkasjärvi (Stuttgart), Rüppurr (Karlsruhe) und Wölfe (Mannheim) den „Sturmtrupp Süd“ innerhalb des Wehrlogenwerkes. Danach gelang es an vielen anderen Orten im Deutschen Reich, neue Stämme zu gründen, so dass auf dem Bundeslager am Hohen Meißner „Sturmtrupp Nord“ und „Sturmtrupp Mitte“ hinzukamen. Andere Gruppen stießen von Wandervogel- oder von Pfadfinderbünden hinzu, die der Woodcraft-Bewegung nahestanden und nach „Urpfadfindertum“ strebten. Grundlage des „Urpfadfindertums“ waren die Bücher von John Hargrave (Der weiße Fuchs, Kunst Einsamkeit, Kibbo Kift, Stammeserziehung u. a.). Nach einem Bundesthing in Roßlau an der Elbe wurde schließlich der neue Bund „Sturmtrupp-Pfadfinder, eine deutsche Waldritterschaft“ gegründet. Zum Reichsfeldmeister wurde Helmut Hövetborn (Pfadfindername: Doktor) und zum Hauptfeldmeister Erich Mönch (Pfadfindername: Schnauz) bestimmt.
Dieser Bund pflegte zahlreiche Kontakte zu Pfadfindergruppen des IOGT in Skandinavien und den Niederlanden und zeitweise kam es sogar zu Bestrebungen, einen länderübergreifenden Nordeuropäischen Pfadfinderverband zu gründen.

## Arbeitsinhalte
Der Bund arbeitete auf der Basis der von Ernest Thompson Seton vertretenen „Lehre vom einfachen u. geistigen Leben“. Er vereinigte in seinen Reihen raue Fahrtengesellen im Sinne alter Vaganten und Landsknechte, aber auch feinsinnige, künstlerische und intellektuelle Menschen. Jedes Bundesmitglied war angehalten, eine Jahreswerkarbeit herzustellen, die auf den Bundeslagern ausgestellt wurden. Außerdem unternahm die Gruppen mehrere Großfahrten, die sie vor allem nach Schweden und Norwegen führten. Durch den Anspruch großer Leistung und eiserner Disziplin erfolgte eine natürliche Auslese.
Der Bund war interkonfessionell und politisch neutral. Unterstützt wurde er durch den „Ring der Freunde des Sturmtrupp“, dem Eltern der Mitglieder und die Älteren des Bundes angehörten. Die Bundesschrift hieß Jugendland. Zwischen Ostern 1929 und Jahresende 1933 erschienen 24 Ausgaben. Die Hefte 25–27 erschienen zwischen 1946 und 1948.

## Verbreitung des Bundes
Die Gruppen des Bundes waren im ganzen damaligen Deutschen Reich verteilt, der Schwerpunkt lag jedoch in Süddeutschland. Der Stamm der „Füchse“ in Tübingen und die „Grauen Reiter“ aus Soldin in der Neumark seien besonders genannt, da sie für die Nachkriegsarbeit von Erich Mönch als Vorbild herangezogen wurden. Geistiger Förderer und Reichsfeldmeister des Bundes war der Grafiker Helmut Hövetborn, der dem Bund von Anfang an musische Impulse gab. Es gab keine geschriebene Bundesordnung, die Angehörigen mussten aber die Kernsätze des Bundes kennen. Form des Zusammenlebens war eine Art Basisdemokratie. Im Bundesthing waren alle Stammesführer stimmberechtigt; die Stämme hielten eigene Things ab. Durch ihr Vorbild forderten die Führer unbedingte Gefolgschaft. Der Sturmtrupp führte große Auslandsfahrten durch und nahm auch an internationalen Zeltlagern mit Pfadfindergruppen des IOGT aus Skandinavien, Großbritannien und den USA teil. 1927 erwarb der Bund bei Döffingen im Kreis Böblingen eine große Heidefläche auf einem Berg. Hier, auf dem so genannten „Jugendland“, entstand das Bundesheim im Blockhausstil.
Am 1. Mai 1932 trennte sich der Bund endgültig von den Wehrlogen, nachdem deren Leitung den Antrag ablehnte, dass die „Sturmtrupp-Pfadfinder“ einen eigenständigen Zweig im Guttemplerorden bilden. Daraufhin legten die Gruppen die Guttemplerabzeichen ab und waren ein eigenständiger Pfadfinderbund.

### Auflistung bekannter Gruppen

Lagerzeichen: Schwedisches Pfadfinderzeichen (links) und Sturmtrupp-Pfadfinder Lilie (rechts) in Erinnerung an ein Treffen in Kiruna ca. 1930

Gründungsstämme des „Sturmtrupp-Süd“:
- Stamm der Wölfe – Mannheim
- Stamm Jukkasjärvi – Stuttgart
- Stamm Rüppurr – Karlsruhe
- Stamm der Füchse – Tübingen

Weitere Gruppen des Sturmtrupp-Süd:
- Mädchenstamm Wildkatzen – Stuttgart
- Wölflingssippe Zeisige – Karlsruhe
- Mädchenstamm Burg – Tübingen
- Stamm Adler – Rottenburg
- Stamm der Germanen – Kehl (Gründung 30. August 1931)

Sturmtrupp Nord (Gründung 1. Februar 1932):
- Stamm Grad dör – Bremen
- Stamm Widukind – Oldenburg
- Stamm der Hirsche – Hamburg

Sturmtrupp Mitte
- Stamm Braune Bären – Berlin

- Stamm Grauer Reiter – Soldin
- Stamm Goten – Dessau (gegründet Sommer 1931 als Stamm der Falken)
- Stamm Teja – Quedlinburg (ausgeschieden Sommer 1932)
- Stämme Ingo und Armin – Stettin (gegründet Sommer 1931, kurze Zeit später aufgelöst)

Sturmtrupp West
- Stamm Isenberger – Essen (Auflösung Jahresanfang 1932 durch Wegzug des Führers, Anschluss an Düsseldorf)
- Stamm Wiking – Düsseldorf (Ausgeschieden Sommer 1932)

Im Februar 1932 wird von möglichen weiteren Stammesgründungen in Lübeck, Bad Hersfeld, Dortmund und Osnabrück berichtet.

## Verbotszeit
Im August 1934 fand das letzte Bundestreffen, bereits in der Illegalität, auf dem Jugendland statt, an dem fast alle Bundesangehörigen teilnahmen. Kurz darauf kam der letzte Bundesbefehl heraus, der die Selbstauflösung anordnete; das gesamte Bundesinventar wurde vernichtet, die Heime verbrannt, um der Eingliederung in die Hitler-Jugend zuvorzukommen. Es fanden aber weiterhin geheime Treffen und Fahrten statt. Nach der Auflösung des Bundes war das Schicksal der Stämme sehr unterschiedlich und hing von den örtlichen Gegebenheiten ab. Die Karlsruher Gruppen schlossen sich der Reichsschaft Deutscher Pfadfinder an, die zu einem Sammelbecken der zerschlagenen bündischen Jugend wurden und bald darauf ebenfalls aufgelöst wurde. Eine geplante Bundesfahrt nach Nordafrika wurde 1934 wegen des Ausreiseverbots kurzfristig in eine Deutschland-Sternfahrt mit Treffpunkt in Leipzig umgewandelt.
Helmut Hövetborn wurde in Stuttgart angeboten, in die Bannleitung der Hitlerjugend einzutreten und ihr seinen Stamm geschlossen zuzuführen. Dies wies er zurück mit dem Hinweis, dass der Bund aufgelöst sei und er keine Möglichkeit habe, etwas zu tun. Darauf folgten mehrere Festsetzungen und Verhöre durch die Gestapo. Das Jugendland wurde vom Verein auf ihn unter Übernahme aller Schulden übertragen und entging damit gerade noch rechtzeitig der Zwangsauflösung und Beschlagnahme.
Die Mitglieder des berittenen Stammes „Grauer Reiter“ in Soldin verweigerten die befohlene Auflösung und ritten auch weiterhin am helllichten Tag in ihrer Pfadfinderuniform durch den Ort. Nachdem sie zum Militär eingezogen wurden, fielen sie einer nach dem anderen an der Ostfront. Von diesen Grauen Reitern leitet sich der Name der späteren Pfadfinderschaft Grauer Reiter ab.
Der „Braune-Bären-Stamm“, 1928 von Erich Mönch (Schnauz) in Berlin gegründet, beschloss, sich zu tarnen und trat unter dem Namen „Technische Bereitschaft“ als Stabjungenzug dem Jugendbann 155 des Jungvolks in Berlin-Kreuzberg bei. Ihr Gruppenzeichen war die längshalbierte Pfeillilie des Sturmtrupps, die als wikingischer Enterhaken ausgegeben wurde. Noch bis 1939 wurde den zuverlässigsten Jungen das Pfadfinderversprechen abgenommen, dann löste sich auch diese Zelle geheimer bündischer Arbeit auf ein vorbereitetes Stichwort hin auf. Damit hat der Sturmtrupp-Pfadfinderbund aufgehört zu existieren.

## Neubeginn
Nach 1945 sammelte Helmut Hövetborn erneut die verbliebenen Mitglieder des Bundes und es gab Überlegungen einer Neugründung des Bundes. Schon 1946 trafen sich die überlebenden Mitglieder des Stamm Rüppur unter Ernst Kurzenberger in Ettlingen. Im Frühjahr 1947 wurde die Landesmark Nordbaden mit Gruppen in Mannheim, Heidelberg und Karlsruhe ausgerufen. Im selben Jahr wurde in Tübingen der „Tübinger Bund“ von Erich Mönch (Schnauz) gegründet und von der französischen Militärregierung lizenziert. Am 14. März 1948 starb der Bundesfeldmeister Helmut Hövetborn an einem Herzinfarkt. Zu seinem Nachfolger wurde Richard König (Alter) vom Gründerstamm Rüppurr gewählt.
Die Gruppen unterhielten Verbindungen zu hessischen und bayrischen Pfadfindern und dem Sekretariat von Alexander Lion in Bad Aibling, der mit einem Rundbrief versuchte, ein Sammelbecken für alle Pfadfinder in Deutschland zu bilden. Es gab zahlreiche Lager und um den Zusammenhalt zu wahren, erschien der Rundbrief „Jugendland“ des Freundeskreises ehemaliger Sturmtrupp-Pfadfinder. In diesen Heften Ausgabe 25–27 wurde die Neugründung des Bundes sehr intensiv diskutiert. Dieser Gedanke wurde jedoch zu Gunsten des Engagements im neu gegründeten „Bund Deutscher Pfadfinder“ entschieden, in den alle Jugendgruppen überführt wurden. Man glaubte, dass die Bundessatzung, an deren Entstehung auch Erich Mönch beteiligt war, genügend Freiheiten für ein Eigenleben der Gruppen erlaube, dass auch eine musisch-künstlerische Entfaltung im Geiste der Sturmtrupp-Pfadfinder möglich erschien. Zudem wollten sie die Einheit der deutschen Pfadfinderbewegung und der Aufnahme vom International Bureau nicht im Wege stehen. Nur wenn die Einheit der gesamten Pfadfinderbewegung nicht möglich sei, sollte ein eigener Bund entstehen.
Die weitere Geschichte der Sturmtrupp-Pfadfinder ist eng mit der Geschichte der Grauen Reiter verbunden. Es besteht heute noch ein Freundeskreis ehemaliger Sturmtrupp-Pfadfinder innerhalb der „Fördergemeinschaft Grauer Reiter e.V.“, einem überbündischen Freundes- und Elternkreis zum Erhalt der Burg Hohenkrähen für die Jugendarbeit.